# Bahnhof Avenue Foch

Der Bahnhof Avenue Foch (französisch: Gare de l’avenue Foch) ist ein Tunnelbahnhof des Pariser Schnellbahnnetzes Réseau express régional d’Île-de-France (RER).

## Geschichte und Beschreibung

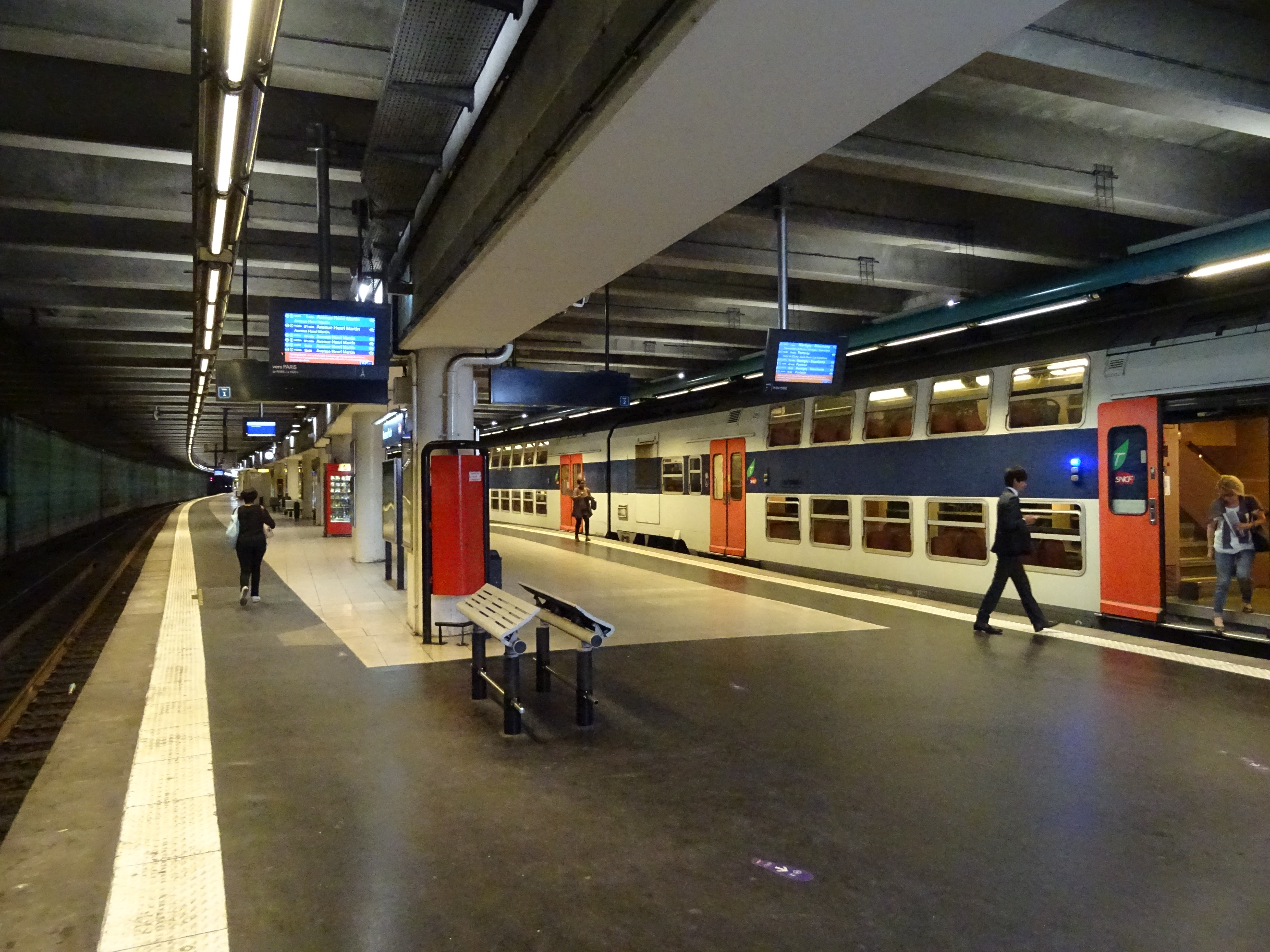
RER-Zug der Linie C am Bahnsteig (2017)

Der Bahnhof wurde 1854 zur Inbetriebnahme der Ligne d’Auteuil vom Gare Saint-Lazare bis nach Auteuil eröffnet. Er wurde in noch weitgehend unbebautem Gelände in einem Einschnitt angelegt und trug zu jener Zeit den Namen Avenue du bois de Boulogne. Zunächst bestand er aus dem quer über den beiden Streckengleisen errichteten Empfangsgebäude und zwei Seitenbahnsteigen.
1867 wurde er mit dem überwiegenden Teil der Ligne d’Auteuil in die Paris umrundende Ringbahn Petite Ceinture integriert. Der Bau einer Zweigstrecke über die Seine hinweg zum Bahnhof Champ de Mars anlässlich der Weltausstellung des Jahres 1900 brachte zusätzlichen Verkehr, weshalb die Ligne d’Auteuil im Bereich des Bahnhofs viergleisig ausgebaut wurde. Dabei wurde der Einschnitt verbreitert und beiderseits je ein Gleis hinzugefügt. Fortan wies der Bahnhof Avenue Foch zwei Mittelbahnsteige an vier Gleisen auf.
1925 wurde die Ligne d’Auteuil für den Einsatz elektrischer Triebwagen mit seitlichen Stromschienen und 1500 V Gleichspannung elektrifiziert. Der elektrische Betrieb begann am 2. Januar 1925 und wurde mit „Standard“-Fahrzeugen der Baureihe Z 1300 durchgeführt. Die über die Ligne d’Auteuil verkehrenden Personenzüge der Petite Ceinture wurden aber weiterhin von Dampflokomotiven gezogen, bis 1934 der Personenverkehr auf der Ringbahn eingestellt wurde.
1985 wurde Ligne d’Auteuil stillgelegt; am 7. Januar jenes Jahres war der letzte elektrische Triebwagen zwischen den Bahnhöfen Auteuil-Boulogne und Pont-Cardinet unterwegs. Anschließend wurde der Bahnhof auf zwei Gleise rückgebaut und gedeckelt. 1988 wurde die heutige Station als Bestandteil der S-Bahn-Linie C in Betrieb genommen.
Der U-Bahnhof Porte Dauphine der Métrolinie 2 ist unterirdisch an den Bahnhof Avenue Foch angebunden. Im Jahr 2004 nutzten zwischen 500 und 2.500 Fahrgäste täglich die Station.

## Staatsgäste
Der Bahnhof wurde von der französischen Regierung bevorzugt für Staatsempfänge genutzt, wenn die Gäste mit dem Zug ankamen, was bis nach dem Zweiten Weltkrieg in der Regel die übliche Form der An- und Abreise war. Noch 1956 wurde hier Marschall Tito empfangen.

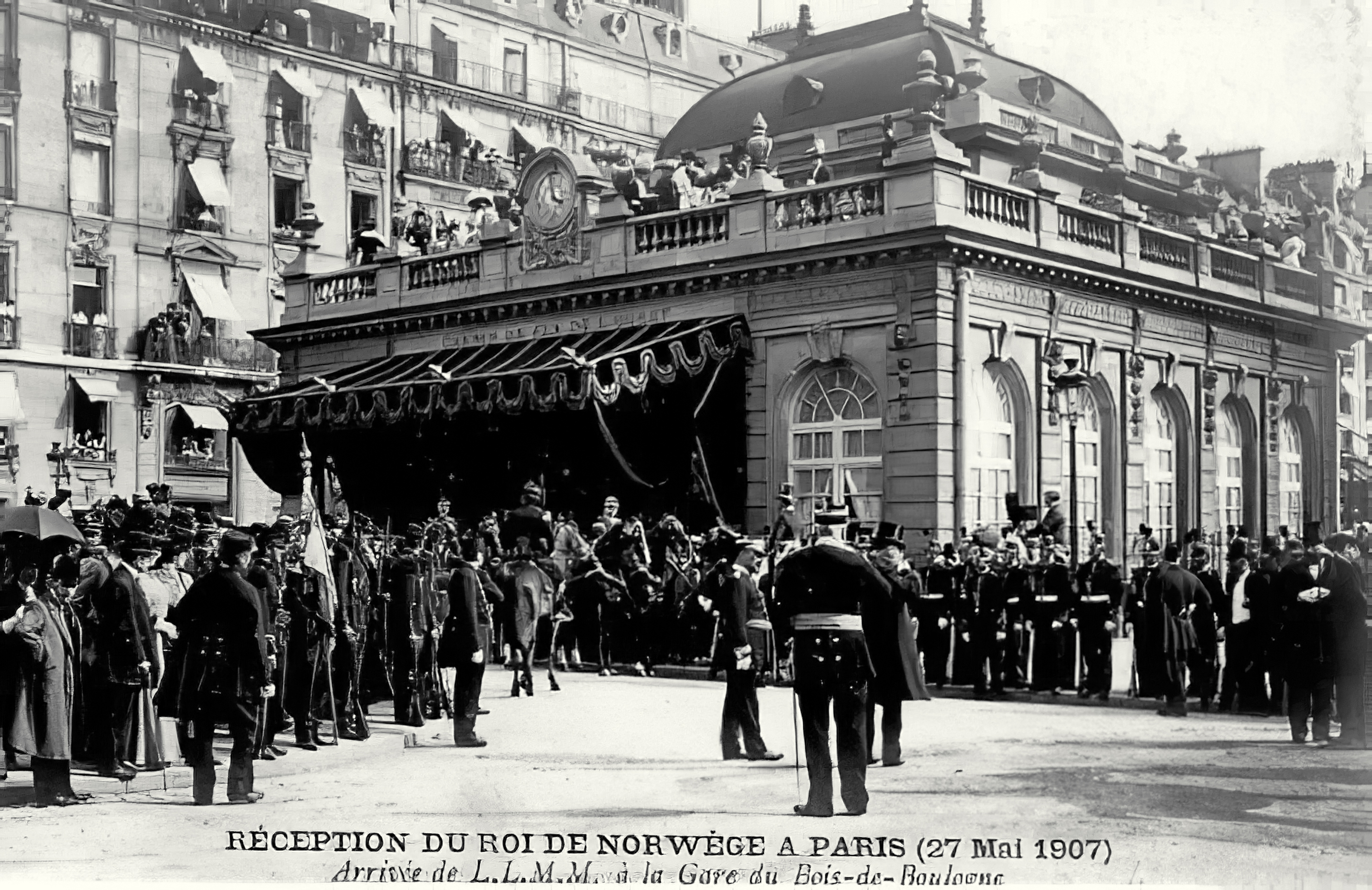
König Haakon VII. von Norwegen, 1907
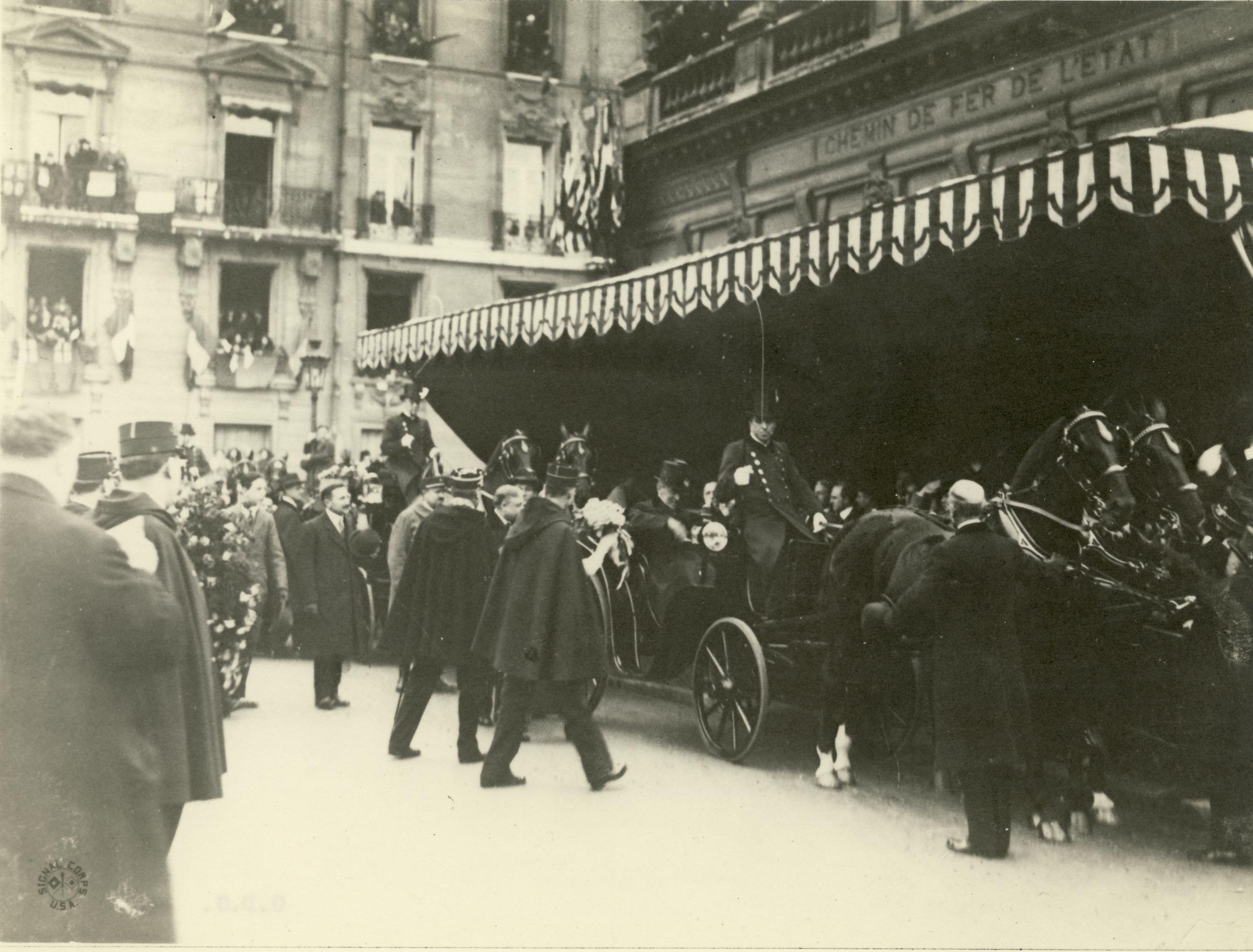
US-Präsident Wilson, 1918
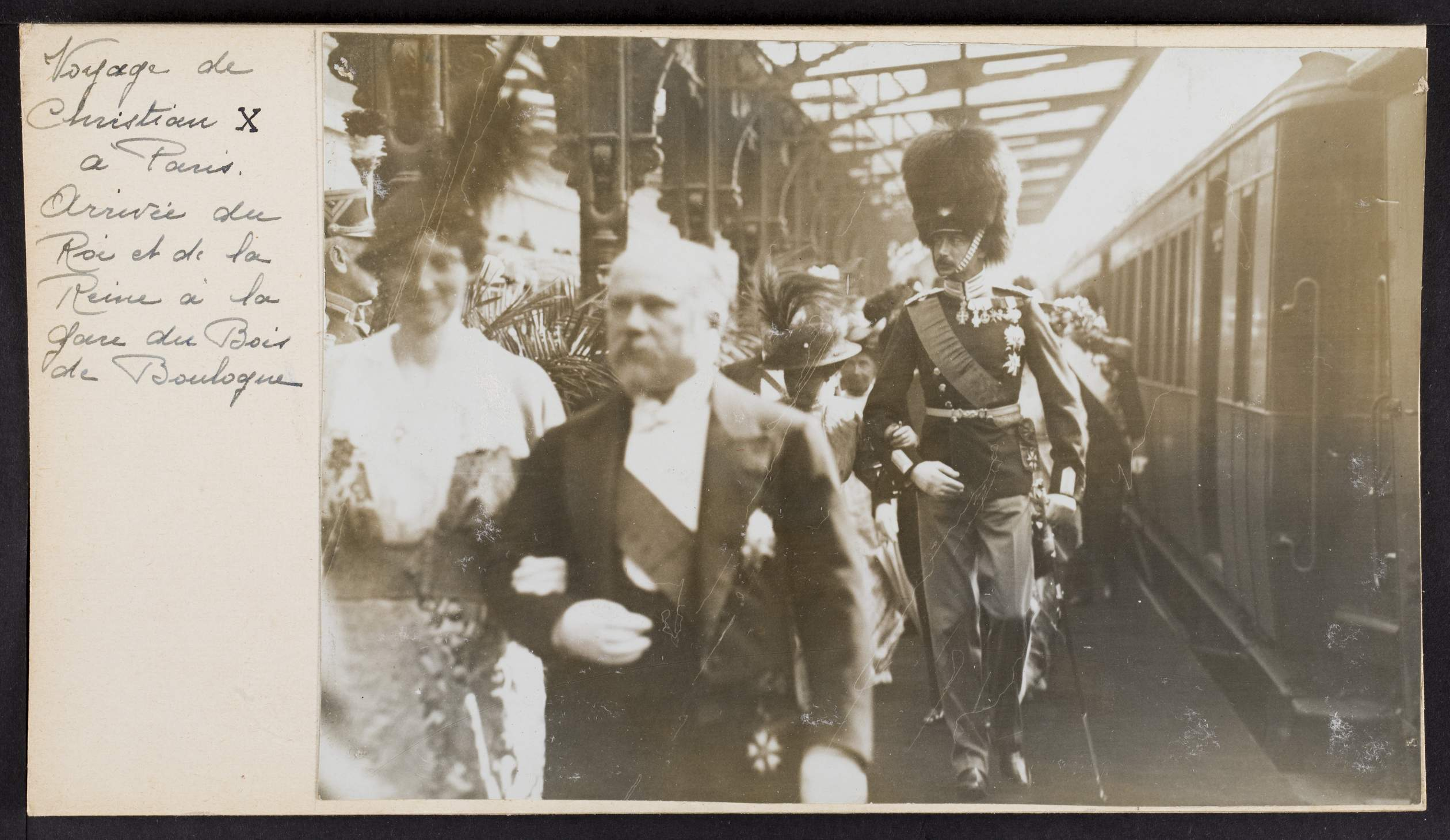
König Christian X. und Königin Alexandrine